# Стефан Шилев
Стефан Иванов Шилев е български политик и икономист от ГЕРБ. Народен представител от ГЕРБ в XLVII и XLVIII народно събрание. Бил е ръководител на проект в Районен съд Хасково. Има опит в изпълнението на програми „Административен капацитет“, „Регионално развитие“, ФАР. Директор на дирекция в областна администрация – Хасково (2002 – 2004).

## Биография
Стефан Шилев е роден на 6 декември 1973 г. в град Пловдив, Народна република България. Завършва икономика в Уеслианския университет в град Мидълтаун, щата Кънектикът, САЩ. През 2003 г. защитава дисертация по Микробиология в Кордобския университет в гр. Кордоба, Испания.
През 1998 г. става преподавател в Аграрния университет в Пловдив. През 2010 г. става доцент по „Екология и опазване на екосистемите“ от ВАК. Преподава в университета до избирането му за народен представител през ноември 2021 г.
В периода от 2012 до 2014 г. е директор на дирекция „Екология и управление на отпадъците“ в община Пловдив. През декември 2014 г. е назначен за директор на Регионалната инспекция по околната среда и водите (РИОСВ) – Пловдив, през 2020 г. той е уволнен.
През 2022 г. декларира че притежава къща с двор и улица в село Белащица, друга къща в град Съединение, както и два апартамента в Пловдив. Разполага и с три ниви, две в Гълъбово и една в село Дълбок извор. Кара лек автомобил „Киа“, купен преди 11 г. за 25 000 лева. Декларира налични средства от 6270 лева, както и банков влог за 37 132 лева, като изплаща ипотека за 41 396 лева и лизинг за 11 443 лв. Със съпругата му притежават акции в 6 дружества.